# Pierre Tourneresse (Cairon)
La Pierre Tourneresse est un dolmen situé au nord de la commune de Cairon, dans le département du Calvados, en France. 

## Historique
Le site était connu dès le XIXe siècle mais son intérêt archéologique n'est connu que depuis 1992. Auparavant, ce qu'on appelait la Pierre Tourneresse correspondait à une large table de couverture entourée d'un amoncellement de dalles de pierre qui semblait indiquer la présence d'un cairn. À partir de 1996, le site fit l'objet de quatre campagnes successives de fouilles dirigées par Emmanuel Ghesquière. 
L'édifice fait l’objet d’une inscription au titre des monuments historiques depuis le 19 mai 1954.

## Architecture

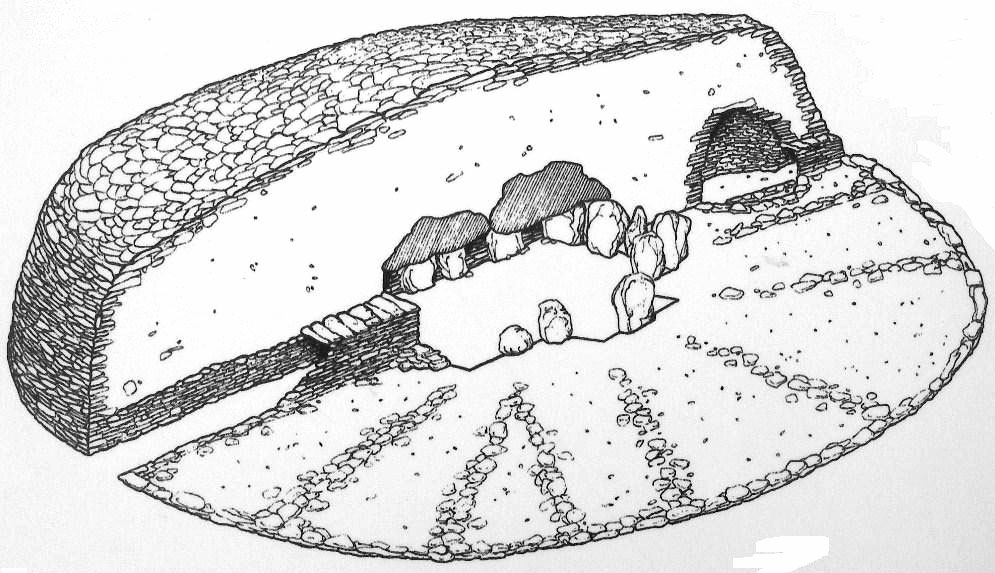
Restitution du dolmen (dessins de Cédric Lacherez)

Le dolmen a été édifié sur un terrain en terrasse près du vallon du Vey, petit cours d'eau affluent de la Mue (rivière). Le tumulus  presque circulaire, de 24 m de diamètre, est délimité par un mur de parement de dallettes de calcaire provenant de carrières probablement situées dans l'environnement proche du site. Il servit à l'époque gallo-romaine de carrière et les parties est et ouest du tumulus d'origine sont désormais manquantes. La structure interne du cairn est traversée de rayons constitués de grandes dalles délimitant des caissons. 
Le tumulus renferme deux chambres funéraires de forme rectangulaire.
La plus grande mesure 4 m de long sur 3 m de large. Elle est précédée d'un long couloir de 8,80 m de long qui ouvre à l'est. Elle comporte une petite alcôve au nord. Les parois sont constituées d'une alternance de murets en pierres sèches et d'orthostates. Elle était recouverte par trois dalles de couverture, dont une seule demeurait encore en place en 1992. Le sol était dallé dans le petit cabinet latéral et près des piliers d'entrée. 
La deuxième chambre, plus petite, en forme de poire, est précédée d'un court couloir et ouvre à l'ouest. Elle est délimitée uniquement par des murets en plaquettes de pierre et devait comporter une voûte en encorbellement. Le fond de la chambre était dallé. Elle pourrait avoir été construite indépendamment du cairn principal ou postérieurement à celui-ci en recreusant dans le tumulus.
Sous le monument funéraire, les fouilles archéologiques ont révélé les traces d'un habitat préexistant constitué d'une maison de 15 m de long sur 7 m de large qui était elle-même entourée de plusieurs constructions domestiques. L'ensemble a été daté de 4400 av. J.-C.

## Mobilier funéraire
La grande chambre fut excavée durant la Seconde Guerre mondiale et les ossements découverts furent déversés dans une fosse voisine, située au sud. Les ossements retrouvés sous forme d'esquilles correspondent aux restes d'environ huit individus, dont au moins cinq adultes. La petite chambre abritait le corps d'un enfant ; une canine perforée retrouvée sur place correspond probablement à un ancien pendentif.
Le mobilier funéraire recueilli se limite à plusieurs fragments de poteries correspondant à des coupes à socle attribuées au Chasséen septentrional. La datation par le carbone 14 des ossements humains de la grande chambre indique que ces inhumations remontent au début du IVe millénaire (3900 / 3700 av. J.-C.).

## Légende
Selon la légende, la Pierre Tourneresse aurait le pouvoir de tourner sur elle-même comme de nombreux autres  mégalithes de la région qui portent des noms similaires : la Pierre Tourneresse à Gouvix, la Pierre tournante à Fresney-le-Puceux, la Pierre Tournante à Livarot et la Pierre Tourniresse aujourd'hui disparue, entre Thaon et Colomby-sur-Thaon.